# Дама с собачкой (фильм)
«Дама с собачкой» — советский художественный фильм, поставленный на киностудии «Ленфильм» в 1960 году режиссёром Иосифом Хейфицем по одноимённому рассказу А. П. Чехова.
Фильм снят к столетию со дня рождения А. П. Чехова. Премьера в СССР состоялась 28 января 1960 года.

## Сюжет
Дмитрий Дмитриевич Гуров рано женился, жену не любит, детьми скорее тяготится. Он не упускает случая завести роман на стороне. На отдыхе в Ялте он обращает внимание на даму, прогуливающуюся по набережной с собачкой. Она молода, из хорошего общества, замужем; она замкнута и ни с кем не знакомится. Гурову удается заинтересовать даму, развеселить её и узнать, что её зовут Анной Сергеевной. Ему кажется, что в ней есть что-то «жалкое».
Через неделю после знакомства они сходятся совсем близко. Анна Сергеевна не похожа ни на одну из предыдущих женщин Гурова; она робка, стыдлива, ей очень неловко за происшедшее, она без конца повторяет, что теперь сам Гуров не будет её уважать. Анна Сергеевна называет себя дурной женщиной, обманувшей не мужа, а себя саму, потому что мужа она никогда не любила и не уважала, сравнивает мужа с лакеем. Наивность её поначалу раздражает Гурова, ему скучно. Они едут в Ореанду, глядят на море. «Гуров думал о том, как в сущности, если вдуматься, всё прекрасно на этом свете, всё, кроме того, что мы сами мыслим и делаем, когда забываем о высших целях бытия, о своём человеческом достоинстве».
Они продолжают встречаться, Гуров повторяет Анне Сергеевне, как она обворожительна, соблазнительна, не отходит от неё ни на шаг. Она же по-прежнему уверена, что потеряла его уважение. Наконец Анна Сергеевна уезжает в свой город Саратов. Они думают, что расстаются навсегда. В Москве Гуров возобновляет привычный образ жизни, читает газеты, ездит в клубы, рестораны, на званые вечера. Но он не может забыть свой ялтинский роман, Анна Сергеевна часто снится ему по ночам, на улицах он взглядом ищет в толпе женщин, похожих на неё. Ему не с кем поделиться своими воспоминаниями; жена раздражает его все больше.
Наконец, сказав жене, что едет в Петербург, Гуров отправляется в Саратов. Он долго ходит под окнами дома Анны Сергеевны, затем решает, что может встретить её вечером в театре. Предположение Гурова оказывается верным. Но Анна Сергеевна, напуганная неожиданной встречей в антракте, едва ли не бегом бросается из зала. В коридоре она просит его вернуться в Москву, говорит, что по-прежнему его любит и приедет к нему. Раз в два-три месяца Анна Сергеевна, под предлогом визита к врачу, ездит в Москву и встречается с Гуровым. Оба они живут как бы двумя жизнями, оба страдают от того, что им приходится прятать от всех самое лучшее, что у них есть — их любовь. Расстаться они оба не в силах, но и найти решение проблемы тоже не могут.

## В главных ролях
- Ия Саввина — Анна Сергеевна Дидериц
- Алексей Баталов — Дмитрий Дмитриевич Гуров

## В эпизодических ролях
- Нина Алисова — жена Гурова

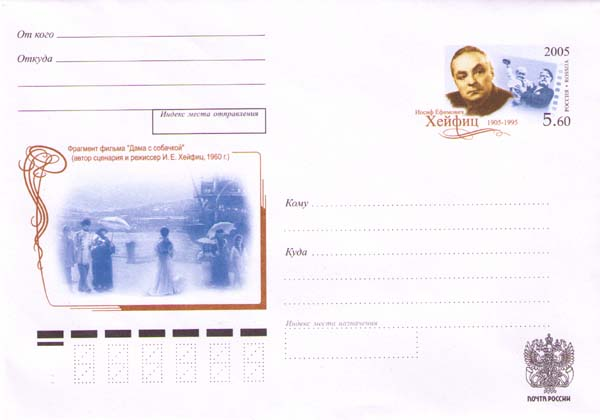
Фрагмент фильма на конверте почты России

- Дмитрий Зебров — Дидериц, муж Анны Сергеевны
- Пантелеймон Крымов — Алексей Степанович
- Юрий Медведев — чиновник, партнер по карточным играм Докторского клуба
- Г. Розанов
- Юрий Свирин
- Владимир Эренберг — приятель Гурова
- Галина Барышева
- Кирилл Гунн (в титрах указан как — К. Гун)
- Зинаида Дорогова
- Михаил Иванов — портье
- Георгий Куровский — певец, гость Гуровых
- Светлана Мазовецкая — дочь губернатора Саратова
- Александр Орлов — артист с гитарой
- Павел Первушин
- Марьяна Сафонова
- Лев Степанов — продавец собачки Фру-фру
- В титрах не указаны:
- Николай Кузьмин — второй продавец собачки Фру-фру
- Любовь Малиновская — дама в театре
- Раднэр Муратов — официант в ялтинском кафе
- Тамара Тимофеева — гостья в гостиной
- Яков Гудкин, Ариф Урусов

## Съёмочная группа
- Сценарий и постановка — Иосифа Хейфица
- Операторы — Андрей Москвин, Дмитрий Месхиев
- Режиссёр — Семён Деревянский
- Художники — Белла Маневич, Исаак Каплан
- Композитор — Надежда Симонян
- Звукооператор — Арнольд Шаргородский
- Художник-гримёр — Василий Ульянов
- Монтажёр — Елена Баженова
- Редактор — Ирина Тарсанова
- Консультанты — Г. А. Бялый, В. Глинка
- Директор картины — Моисей Генденштейн

## Фестивали и призы
- 1960 — XIII МКФ в Каннах (Франция): Специальный приз (Ия Саввина), Приз лучшей национальной программе «За гуманизм и исключительные художественные качества» (вместе с фильмом «Баллада о солдате»)
- 1960 — IV Международный смотр фестивальных фильмов в Лондоне (Англия): Почётный диплом за режиссуру (Иосиф Хейфиц)
- 1961 — Британская киноакадемия: Диплом «За изобразительное решение фильма» (Исаак Каплан, Белла Маневич)
- 1962 — Премия «Юсси» в Хельсинки (Финляндия): Почётный диплом иностранному актёру (Алексей Баталов)
- 1963 — Премия BAFTA в Лондоне (Англия): Участие в конкурсной программе